# Ibrahim ibn Dhakwan
Ibrahim ibn Dhakwan al-Harraní, més conegut simplement com a Ibrahim ibn Dhakwan, fou visir del califa abbàssida al-Hadi.
Al-Hadi, que fou califa entre el 785 i 786, en pujar al tron va nomenar com a visir i camarlenc a ar-Rabi, que exercia gran influència a la cort, però al cap de poques setmanes el va revocar i el va substituir pel seu conseller Ibrahim ibn Dhakwan al-Harraní, al qual havia tingut com a auxiliar mentre va exercir el govern del Gurgan. El seu càrrec va anar lligat al califa i es va acabar amb el seu regnat; alguns historiadors pensen que no va arribar a tenir el títol de visir i que només va portar les finances del califat.